# Trypocopris
Genre
Synonymes
- Lethrotrypes Jacobson, 1892[1]
- Pseudotrypocopris Mikšič, 1954[1]
- Silotrupes Mulsant, 1871[1]
- Sternotrupes Jekel, 1866[1]

Trypocopris est un genre d'insectes coléoptères de la famille des Geotrupidae et de la sous-famille des Geotrupinae.

## Liste d'espèces
Selon BioLib (15 aout 2025) :
- Trypocopris alpinus (Sturm & Hagenbach, 1825)
- Trypocopris amedei (Fairmaire, 1861)
- Trypocopris caspius (Motschulsky, 1845)
- Trypocopris fausti (Reitter, 1890)
- Trypocopris fulgidus (Motschulsky, 1845)
- Trypocopris inermis (Ménétriés, 1832)
- Trypocopris pyrenaeus (Charpentier, 1825)
- Trypocopris vernalis (Linnaeus, 1758)
- Trypocopris zaitzevi (Olsoufieff, 1918)